# Gotoblemus
Gotoblemus is een geslacht van kevers uit de familie van de loopkevers (Carabidae). De wetenschappelijke naam van het geslacht is voor het eerst geldig gepubliceerd in 1970 door Ueno.

## Soorten
Het geslacht Gotoblemus is monotypisch en omvat slechts de volgende soort:
- Gotoblemus ii Ueno, 1970